# Clay Center (Kansas)
Clay Center település az Amerikai Egyesült Államok Kansas államában, Clay megyében, melynek megyeszékhelye is. Lakosainak száma 4199 fő (2020. április 1.).

## Népesség
A település népességének változása:

| 2010 | 4 334 |
| 2020 | 4 199 |